# Билалићи (Теочак)
Билалићи су насељено мјесто у општини Теочак, Босна и Херцеговина.

## Историја
Билалићи су до рата у цјелини били у саставу општине Угљевик.

## Становништво
|             | 2013.        | 1991.         |
| Укупно      | 997 (100,0%) | 962 (100,0%)  |
| Бошњаци     | 997 (100,0%) | 958 (99,58%)1 |
| Југословени | –            | 2 (0,208%)    |
| Остали      | –            | 2 (0,208%)    |

1. 1 На пописима од 1971. до 1991. Бошњаци су пописивани углавном као Муслимани.